# Xiao Xin
Xiao Xin (小辛), nome personale Zi Song (子頌) (... – 1352 a.C.) fu re della Cina della Dinastia Shang, che regnò dal 1373 a.C. fino alla sua morte.
Nello Shiji (Memorie di uno storico) viene indicato da Sima Qian come il ventesimo sovrano Shang, succeduto al fratello Pan Geng. Salì sul trono nell'anno di Jiawu (甲午), stabilendo Yin (殷) come capitale. Regnò per circa 21 anni (ma gli Annali di bambù affermano che avrebbe regnato solo 3 anni) e gli venne assegnato il nome postumo di Xiao Xin. Gli succedette il fratello minore, Xiao Yi.
Alcune incisioni oracolari su osso rinvenuti a Yin Xu, invece, lo indicano come il diciannovesimo sovrano Shang.